# Tecticeps pugettensis
Tecticeps pugettensis là một loài chân đều trong họ Tecticipitidae. Loài này được Hatch miêu tả khoa học năm 1947.